# Въоръжени сили на Руанда
Въоръжените сили на Руанда се състоят от Армия, Военновъздушни сили, малък флот и полувоенна Жандармерия. Неспокойната обстановка по границата с Бурунди и Демократична република Конго налага неадекватно голям военен бюджет, възлизащ на повече от 13% от БВП на страната. Правителството обаче планира демобилизация на много войници. Оборудването включва автомати АК-47, АКМ и Узи, картечници FN MAG, 12 танка Т-55, 2 бойни вертолета Ми-24, бронетранспортьори Мамба, 6 бронирани коли RG-31 Няла, транспортни вертолети Ми-17, 6 установки БМ-21 и 5 RM-70.